# Lergravsparken (métro de Copenhague)
Lergravsparken est une station du métro de Copenhague.

## Situation ferroviaire
Lergravsparken est une station de la ligne M2. Elle a été inaugurée le 19 octobre 2002.

## À proximité
- Lergravsparken : parc public

## Projet
À l'horizon 2036, la station Lergravsparken sera desservie par la future ligne 5 du métro de Copenhague.